# Leopold von Rohr
Leopold von Rohr (* 1771; † 6. August 1850 in Teplitz) war ein deutscher Lyriker und preußischer Verwaltungsbeamter.

## Leben
Leopold von Rohr war von 1816 bis 1825 Regierungsdirektor in Stettin und anschließend bis 1833 Regierungspräsident des Regierungsbezirks Stralsund. Danach ging er nach Berlin in den Ruhestand.
Er verfasste Gedichte, die er in fünf Bänden zwischen 1816 und 1843 veröffentlichte.